# ويليام كاسترو
ويليام كاسترو (بالإسبانية: William Castro)‏ (مواليد 22 مايو 1962) هو لاعب كرة قدم. يلعب مع منتخب الأوروغواي لكرة القدم. سبق له أن لعب في كأس العالم لكرة القدم مع منتخب بلاده.

## روابط خارجية
- ويليام كاسترو على موقع الاتحاد الدولي (مؤرشف)  (الإنجليزية)
- ويليام كاسترو على موقع الاتحاد الأوربي (الإنجليزية)
- ويليام كاسترو على موقع قاعدة بيانات كرة القدم.إي يو (الإنجليزية)
- ويليام كاسترو على موقع ناشيونال فوتبول تيمز (الإنجليزية)
- ويليام كاسترو على موقع عالم كرة القدم.نت (الإنجليزية)